# Liaoning Tieren FC
Der Liaoning Tieren Football Club (chinesisch 辽宁铁人足球俱乐部) ist ein chinesischer Fußballverein aus Shenyang (chinesisch 瀋陽市 / 沈阳市). Der Verein spielt in der zweiten Liga des Landes, der China League One.

## Namenshistorie
| Von          | Bis          | Name                       |
| ------------ | ------------ | -------------------------- |
| 2015         | 2015         | Shenyang City FC           |
| 2016         | 2019         | Shenyang Urban FC          |
| 2020         | Februar 2024 | Liaoning Shenyang Urban FC |
| Februar 2024 |              | Liaoning Tieren FC         |

## Erfolge
- China League Two: 2019  ▲

## Stadion
Der Verein trägt seine Heimspiele im Shenyang Urban Construction University Stadium (chinesisch 沈阳城市建设学院体育场) in Shenyang (chinesisch 瀋陽市 / 沈阳市), Provinz Liaoning (chinesisch 遼寧 / 辽宁), aus. Das Stadion hat ein Fassungsvermögen von 12.000 Personen.

## Saisonplatzierung
| Saison                     | Liga              | Level             | Platz             |
| Shenyang Urban FC          | Shenyang Urban FC | Shenyang Urban FC | Shenyang Urban FC |
| -------------------------- | ----------------- | ----------------- | ----------------- |
| 2016                       | China League Two  | 3                 | 8.                |
| 2017                       | China League Two  | 3                 | 12.               |
| 2018                       | China League Two  | 3                 | 6.                |
| 2019                       | China League Two  | 3                 | 1. ▲              |
| Liaoning Shenyang Urban FC |                   |                   |                   |
| 2020                       | China League One  | 2                 | 5. (Group B)      |
| 2021                       | China League One  | 2                 | 16.               |
| 2022                       | China League One  | 2                 | 12.               |
| 2023                       | China League One  | 2                 | 10.               |
| 2024                       | China League One  | 2                 | 4.                |

## Spieler
Stand: 9. Februar 2022
| Nr. |                     | Position | Name           |
| --- | ------------------- | -------- | -------------- |
| 1   | China Volksrepublik | TW       | Liu Jun        |
| 2   | China Volksrepublik | AB       | Yu Jiawei      |
| 3   | China Volksrepublik | AB       | Shi Chuansheng |
| 4   | China Volksrepublik | AB       | Liu Jiaxin     |
| 5   | China Volksrepublik | AB       | Ji Zhengyu     |
| 6   | China Volksrepublik | MF       | Yang Ailong    |
| 7   | China Volksrepublik | ST       | Jin Hui        |
| 8   | China Volksrepublik | MF       | Xie Weichao    |
| 9   | China Volksrepublik | ST       | Zhuang Yi      |
| 10  | China Volksrepublik | MF       | Yang Jian      |
| 12  | China Volksrepublik | TW       | Dong Jianhong  |
| 13  | China Volksrepublik | AB       | Duan Yu        |
| 14  | China Volksrepublik | MF       | Qu Xiaohui     |
| 15  | China Volksrepublik | MF       | Gui Zihan      |
| 16  | China Volksrepublik | MF       | Zhu Shiyu      |
| 18  | China Volksrepublik | MF       | Liu Jiawei     |
| 19  | China Volksrepublik | ST       | Wang Jingbin   |

| Nr. |                     | Position | Name                |
| --- | ------------------- | -------- | ------------------- |
| 20  | China Volksrepublik | MF       | Muhta Muzapar       |
| 21  | China Volksrepublik | MF       | Gao Shipeng         |
| 23  | China Volksrepublik | AB       | Zhu Junhui          |
| 24  | China Volksrepublik | MF       | Du Junpeng          |
| 25  | China Volksrepublik | AB       | Sun Fabo            |
| 26  | China Volksrepublik | MF       | Ning Hao            |
| 27  | China Volksrepublik | ST       | Dong Xiang          |
| 29  | China Volksrepublik | ST       | Men Yang            |
| 30  | China Volksrepublik | MF       | Zhang Wu            |
| 31  | China Volksrepublik | MF       | Shen Haodi          |
| 32  | China Volksrepublik | MF       | Ma Jun              |
| 33  | China Volksrepublik | AB       | Wang Congming       |
| 34  | China Volksrepublik | ST       | Wu Linfeng          |
| 35  | China Volksrepublik | MF       | Li Zhongting        |
|     | China Volksrepublik | ST       | Ma Ming'ao          |
|     | Kamerun             | ST       | Raphaël Messi Bouli |
|     | China Volksrepublik | MF       | Li Diantong         |

## Trainerchronik
Stand: 9. Februar 2022
| Trainer     | Nation              | von               | bis               |
| ----------- | ------------------- | ----------------- | ----------------- |
| Marek Zub   | Polen               | 21. Januar 2016   | 27. Dezember 2016 |
| Xiao Zhanbo | Volksrepublik China | 1. Januar 2017    | 31. Dezember 2017 |
| Wang Bo     | Volksrepublik China | 25. Dezember 2017 | 13. Juli 2018     |
| Niu Hongli  | Volksrepublik China | 14. Juli 2018     | 21. August 2018   |
| Xu Ji'ning  | Volksrepublik China | 21. August 2018   | 31. Dezember 2018 |
| Yu Ming     | Volksrepublik China | 20. Januar 2019   | ?                 |
| Liu Hong    | Volksrepublik China | 1. Januar 2021    | heute             |